# دافيس بيرتانز
دافيس بيرتانز (باللاتفية: Dāvis Bertāns)‏ مواليد 12 نوفمبر 1992 في فالميرا، لاتفيا، هو لاعب كرة سلة لاتفي. بدأ مسيرته الاحترافية في سنة 2007. تم اختياره من قبل فريق إنديانا بايسرز خلال الدرافت. يلعب مع سان أنطونيو سبرز في الرابطة الوطنية لكرة السلة. يحمل الرقم 42. يبلغ طوله 6 قدم 10 بوصة (2.1 م).

## المسيرة الاحترافية
لعب مع إيه إس كي ريغا في سنة 2009، ثم لعب مع نادي أوليمبيا لكرة السلة من سنة 2010 إلى 2012، ثم لعب مع نادي بارتيزان لكرة السلة من سنة 2012 إلى 2014، ثم لعب مع ساسكي باسكونيا في الدوري الإسباني من سنة 2014 إلى 2016، ثم لعب مع سان أنطونيو سبرز في سنة 2016.

## إحصائيات المسيرة

### الدوري الأوروبي
| السنة   | الفريق                   | لعب | بدأ | دقيقة | ميداني% | ثلاثية | حرة   | ارتداد | صنع | استلاب | تصدي | نقطة | أداء |
| ------- | ------------------------ | --- | --- | ----- | ------- | ------ | ----- | ------ | --- | ------ | ---- | ---- | ---- |
| 2011–12 | نادي أوليمبيا لكرة السلة | 10  | 1   | 15.6  | .282    | .217   | 1.000 | 2.2    | .5  | .1     | .1   | 3.0  | .6   |
| 2012–13 | نادي بارتيزان لكرة السلة | 10  | 1   | 20.0  | .385    | .471   | .625  | 2.3    | .7  | 1.1    | .2   | 6.6  | 4.6  |
| 2013–14 | نادي بارتيزان لكرة السلة | 4   | 2   | 21.9  | .435    | .435   | .000  | 3.8    | 1.3 | .8     | .5   | 12.5 | 8.0  |
| 2014–15 | ساسكي باسكونيا           | 22  | 18  | 21.9  | .381    | .355   | .853  | 2.9    | .9  | .2     | .5   | 11.0 | 6.5  |
| 2015–16 | ساسكي باسكونيا           | 15  | 8   | 20.7  | .514    | .474   | .905  | 1.9    | .9  | .4     | .4   | 7.9  | 6.9  |
| المسيرة |                          | 61  | 30  | 20.2  | .400    | .388   | .824  | 2.5    | .8  | .4     | .4   | 8.3  | 5.4  |

## روابط خارجية
- دافيس بيرتانز على موقع الاتحاد الدولي لكرة السلة (الإنجليزية)
- دافيس بيرتانز على موقع الدوري الأوروبي لكرة السلة (الإنجليزية)
- دافيس بيرتانز على موقع إن بي أي (الإنجليزية)
- دافيس بيرتانز على موقع سبورتس رفرنس (الإنجليزية)
- دافيس بيرتانز على موقع الدوري الإسباني لكرة السلة (الإسبانية)
- دافيس بيرتانز على موقع كرة السلة الأوروبية.كوم (الإنجليزية)
- دافيس بيرتانز على موقع DraftExpress.com (الإنجليزية)
- دافيس بيرتانز على موقع إي إس بي إن.كوم (الإنجليزية)
- دافيس بيرتانز على موقع ريلجم (الإنجليزية)
- دافيس بيرتانز على موقع بروبوليرز (الإنجليزية)